# Resolução 74 do Conselho de Segurança das Nações Unidas
Resolução 74 do Conselho de Segurança das Nações Unidas, aprovada em 16 de setembro de 1949, tendo recebido e examinado uma carta do presidente da Comissão de Energia Atômica transmitindo duas resoluções, o Conselho dirigiu ao Secretário-Geral que encaminhe esta carta e a resolução que contém, juntamente com os registros da discussão da questão do CEA à Assembléia Geral e aos Estados-Membros das Nações Unidas.
Foi aprovada com 9 votos, com duas abstenções da Ucrânia e a União Soviética.